# Babia Góra (Beskid Śląski)
Babia Góra (czes. Babí hora, 492 m n.p.m.) – niewysokie wzgórze na północno-zachodnim skraju Pasma Czantorii w Beskidzie Śląskim. To wyraźnie wyodrębniające się, całkowicie zalesione wzgórze wznosi się od północy nad centrum Wędryni. Przez siodełko na północ od wierzchołka Babiej Góry, którym łączy się ono z masywem Wróżnej, biegnie droga jezdna oraz czerwone znaki szlaku turystycznego z Trzyńca w masyw Wielkiej Czantorii.